# Jorge Patricio Vega Velasco
Jorge Patricio Vega Velasco (ur. 12 czerwca 1957 w Santiago) – chilijski duchowny rzymskokatolicki, w latach 2010–2021 prałat terytorialny Illapel, biskup diecezjalny Valparaíso od 2021.

## Życiorys
Święcenia kapłańskie przyjął 22 grudnia 1984 w zakonie werbistów. Po święceniach rozpoczął pracę misyjną w Angoli. W 1997 powrócił do kraju i objął funkcję sekretarza ds. misji. W 2003 został krajowym dyrektorem Papieskich Dzieł Misyjnych.
20 lutego 2010 został prekonizowany prałatem terytorialnym Illapel. Sakry biskupiej udzielił mu 17 kwietnia 2010 kard. Francisco Javier Errázuriz Ossa.
8 czerwca 2021 został mianowany ordynariuszem diecezji Valparaíso.